# 滎陽公主
荥阳公主（?—?），中国西晋武帝司马炎之女，母氏不詳。
晉武帝選尚書盧志的兒子卢谌娶滎陽公主，並卢谌拜駙馬都尉，但未成禮公主就去世。晉武帝另有女滎陽長公主，嫁給了华廙之子華恒。與許嫁卢谌的滎陽公主並非一人。

## 传记资料
- 《晉書 卢谌傳》